# Лебедев, Яков Петрович
Яков Петрович Лебедев (1833—1885) — член Горного совета, действительный статский советник.

## Биография
Происходил из духовного сословия. В 1854 году окончил со степенью кандидата прав камеральное отделение юридического факультета Санкт-Петербургского университета и в декабре того же года поступил на службу в департамент таможенных сборов.
В 1855 году он перешёл на службу в Публичную библиотеку: был зачислен с 21 декабря чиновником для работы в Отделении истории литографии и полиграфии. Характеризовался как работник «с прекрасными способностями».
В 1856 году одновременно преподавал географию и статистику в Петербургском технологическом институте.
Перешёл на службу в Министерство финансов 14 ноября 1857 года и последовательно в течение 30 лет занимал должности правителя дел Совета штаба горных инженеров, был помощником и делопроизводителем Горного совета, начальником отделения частных золотых промыслов Горного департамента и, наконец, членом Горного совета.
Умер 12 (24) ноября 1885 года в Петербурге в чине действительного статского советника (с 1880). Похоронен в Гатчине.